# 大淀川水力電気
大淀川水力電気株式会社（おおよどがわすいりょくでんき かぶしきがいしゃ）は、大正から昭和戦前期にかけて存在した日本の電力会社である。戦後期以降の九州電力管内にかつて存在した事業者の一つ。
電気化学工業（現・デンカ）の傘下企業。供給区域を持たない発電専門の電力会社で、宮崎県南部を流れる大淀川にて2か所の水力発電所を運転した。1939年（昭和14年）に電気化学工業へ事業を譲渡し会社は解散。発電所は1941年（昭和16年）にさらに日本発送電へと渡った。
大淀川水力電気の発電所からの発生電力を需要地へと送電する役割を担ったのが九州電力株式会社（きゅうしゅうでんりょく）である。電気化学工業と熊本電気の共同出資により1930年（昭和5年）に設立され、福岡県へと至る長距離送電線を建設、電気化学工業や電力会社へ電力を供給した。こちらは1939年に日本発送電へ設備を出資し解散している。

## 大淀川水力電気の設立
1916年（大正5年）、三井系の化学メーカー電気化学工業株式会社（現・デンカ）は福岡県大牟田市に大牟田工場を建設し、10月より順次炭化カルシウム（カーバイド）・石灰窒素・変成硫安（石灰窒素からアンモニアを取り出し硫酸に吸収させて製造する硫酸アンモニウムのこと）の製造を開始した。苫小牧工場（北海道苫小牧市）に続く同社第2の工場で、立地を大牟田市に選んだのは三井鉱山の三池炭鉱から電力や硫酸などの重要原料の供給を受けるためであった。
工場を建設したばかりの1916年11月、電気化学工業は宮崎県南部を流れる大淀川にて水利権を申請した。当初、宮崎県の意向もあったため大淀川の電力は大牟田工場で消費するのではなく、川の河口付近（南宮崎駅付近）に宮崎工場を新設して地元で消費する予定であった。県は1918年（大正7年）11月に県内消費の条件を付して水利権の許可を出した。しかし宮崎工場の建設は第一次世界大戦終結で事業環境が変化したなどの理由で中止され、1919年（大正8年）11月に会社は電力を大牟田工場で使用するという変更を逓信省へ申請した。
電気化学工業が大淀川水利権を獲得した1910年代後半、宮崎県の河川が有力な未開発水力地点として注目を集めており、五ヶ瀬川や耳川で有力電力会社や財閥による水利権獲得競争が繰り広げられていた。こうした中、県外の大牟田工場へ送電するという電気化学工業の方針変更は宮崎県議会で非難され、これを機に他の事業者を対象に含む県外送電反対運動が盛り上がっていく。さらに発電所建設に伴うダム（轟ダム）予定地が「観音瀬」という景勝地であったことでダム建設運動も発生した。こうした反対運動を前に、電気化学工業ではダム反対運動には補償金を支払い、県外送電反対運動に対しては宮崎県内で工場を設置する方針を再度決定するとともに、地元有力者を加えた発電所建設を担当する新会社を新設して地元の人々の反感を緩和しようとした。こうした経緯により、1920年（大正9年）2月19日、大淀川水力電気株式会社が設立された。
設立された大淀川水力電気の資本金は500万円。代表取締役に藤山常一（電気化学工業専務）、取締役に藤原銀次郎（同取締役）と地元宮崎の大和田市郎が就いた。また本社は東京市にあった。

## 発電所建設

### 第一発電所
大淀川水力電気は、1919年に電気化学工業が建設に着手していた大淀川第一発電所（出力1万5,000キロワット）の建設工事を担当した。1923年（大正12年）の関東大震災で芝浦製作所にて製作中の発電機が焼失するトラブルがあり工期が伸び、1925年（大正14年）12月22日になって竣工に至る。宮崎県での工場新設が新潟県の青海工場建設（1921年設置）で余力がなくなり断念されたため、発電所の発生電力は翌1926年（大正15年）1月から大牟田工場へ送電された。
第一発電所の所在地は北諸県郡高崎町（現・都城市、北緯31度55分9秒 東経131度8分2秒）。主要機器としてウェルマン・シーバー・モルガン (Welman Sieber Morgan) 製縦軸フランシス水車3台（出力7,500馬力×3）、芝浦製作所製交流発電機3台（容量6,000キロボルトアンペア×3）、富士電機製変圧器を備えた。
1925年5月、宮崎県において水利権の獲得を競っていた東邦電力・九州水力電気・住友財閥と電気化学工業の4者出資によって共同開発会社九州送電が設立された。電気化学工業では、この九州送電が建設する送電線によって大淀川第一発電所の発生電力を大牟田工場へ託送する予定であったが、県外送電反対運動への対応で会社設立が遅延したことからこれを断念、九州送電の持ち株をすべて九州水力電気へ売却した。その代わりに電気化学工業の側で大淀川第一発電所から熊本県の八代まで66キロボルト送電線を架設、八代から大牟田までは従来から大牟田工場へ電力を供給していた熊本電気へと託送するという形の送電ルートを構築した。

### 第二発電所
第一発電所に続き、電気化学工業は大淀川水力電気名義で1927年（昭和2年）4月より大淀川第二発電所の建設に着手した。当時同社は昭和金融恐慌の影響で業績不振に陥っていたが、電力費の節約を目指して会長の藤原銀次郎が建設を積極的に推進したという。
1931年（昭和6年）9月15日、最大出力3万キロワットの大淀川水力電気大淀川第二発電所が竣工した。当時九州で最大の水力発電所であった。建設費は900万円と当時としては安価に抑制されたため、第二発電所の完成により大牟田工場の電力費は1キロワットあたり6 - 8厘から3 - 4厘へと半減し、増産が可能となったという。第二発電所の所在地は東諸県郡高岡村（現・宮崎市、北緯31度56分12秒 東経131度14分53秒）。主要機器として電業社原動機製造所製縦軸フランシス水車（出力16,000馬力×3）、芝浦製作所製交流発電機（容量11,111キロボルトアンペア×3）、富士電機製変圧器を備えた。
翌1932年（昭和7年）6月、発電所運営の統一のため大淀川第一発電所が電気化学工業から大淀川水力電気へ移管され、以後第一・第二発電所ともに大淀川水力電気に帰属した。発電所移管後の1932年下期の決算時点で大淀川水力電気の資本金は2000万円となっている。また社長は、1929年時点では藤原銀次郎（1927年より電気化学工業会長）、1934年時点では小林正直（1933年より電気化学工業社長）、1938年時点では大橋新太郎（1937年より電気化学工業会長）、と推移している。

## 九州電力設立と送電線建設
第二発電所建設中の1930年（昭和5年）秋、電気化学工業は八代から大牟田に至る自社送電線の建設に着手した。これについて自社供給区域内に他社の送電線が建設されることになる熊本電気は難色を示し、共同で送電会社を立ち上げるよう持ち掛けた。提案を受けて電気化学工業と熊本電気の折半出資（資本金1000万円）による送電会社を立ち上げ、第一発電所より八代を経て大牟田へ至る送電線を電気化学工業からその送電会社へと移管することとなった。こうして1930年12月10日、電気化学工業・熊本電気によって九州電力株式会社が設立された。大淀川水力電気と同様、九州電力の本社は東京市に置かれた。発足時の社長は藤原銀次郎、副社長は熊本電気の上田万平であった。
九州電力では、大淀川第一・第二両発電所から人吉（人吉変電所）・八代・熊本（弓削変電所）・大牟田（三池変電所）を経て佐賀県の武雄（武雄変電所）へ至る110キロボルト送電線を整備した。逓信省の資料によると、第二発電所 - 第一発電所間（亘長12.2キロメートル）および第一発電所 - 三池変電所間（同175.4キロメートル）は1932年1月使用開始、三池変電所 - 武雄変電所間（亘長64.2キロメートル）は同年3月使用開始である。なお、1934年（昭和9年）になって送電線のうち三池・武雄間が東邦電力に買収されている。
この長距離送電線の完成により、九州電力が大淀川水力電気の2発電所の発生電力を受電し、さらに途中で熊本電気・球磨川電気の系統と連系して受電、こうして集めた電力を電気化学工業・三井鉱山・東邦電力・九州水力電気の4社に分配するという電力系統が構成された。このうち東邦電力・九州水力電気への供給は1932年3月20日より開始。供給は4,000キロワットずつ計8,000キロワットで始まり、毎年増加されて1935年（昭和10年）11月より1万キロワットずつ計2万キロワットの供給となった。なお九州水力電気は九州電力から直接受電する送電線を持たなかったため、久留米変電所（福岡県）まで東邦電力の送電線で託送し、同変電所で九州水力電気から東邦電力へ送る電力などと相殺して相互融通の形で需給する形式をとっている。

## 電力国家管理と解散
逓信省の資料によると、1937年12月末時点で大淀川水力電気は大淀川第一発電所の発生電力のうち300キロワットを球磨川電気へ供給し、残りの1万4,700キロワットと大淀川第二発電所の発生電力3万キロワットを九州電力へ供給。その九州電力は球磨川電気・熊本電気・九州共同火力発電からの受電を加えて最大6万6,900キロワットを受電し、東邦電力（三池変電所にて最大2万キロワット）・九州共同火力発電（港発電所にて最大1万1,600キロワット）・電気化学工業大牟田工場（最大3万3,000キロワット）・三井鉱山三池鉱業所（最大1万6,000キロワット）へと供給していた。
翌1938年（昭和13年）、政府が新設の国策会社日本発送電を通じて全国の発電・送電を管理するという電力国家管理を規定した「電力管理法」が成立し、全国の電気事業者から主要な電力設備を出資させて翌1939年（昭和14年）4月1日に日本発送電が発足した（第1次電力国家管理）。このとき日本発送電の管理対象とされた設備は、出力1万キロワット超の火力発電所や、最大電圧100キロボルト以上の送電線とそれに接続する変電所などで、これに従い九州電力では110キロボルト送電線の高岡線（大淀川第二発電所 - 第一発電所間）・三池線（大淀川第一発電所 - 三池変電所間）と大牟田地区の66キロボルト送電線4路線、人吉・三池・横須（大牟田市）の3変電所を日本発送電の設立時に出資するよう逓信省より命ぜられた。出資設備の評価額は451万1090円50銭で、出資の対価として九州電力には日本発送電の額面50円払込済み株式9万221株（払込総額451万1050円・出資対象33事業者中22位）が交付されている。
全設備を日本発送電へと出資した九州電力は、1939年4月30日付で解散した。次いで同年7月20日、所期の目的を達成したとして大淀川水力電気も解散、水利権と事業一切を電気化学工業が引き継いだ。
その後1940年代に入ると電力国家管理は強化されていき、1941年（昭和16年）4月の電力管理法施行令改正に伴い翌1942年（昭和17年）4月までの間に出力5,000キロワット超の水力発電設備も各事業者から日本発送電へ出資された（第2次電力国家管理）。電気化学工業もこの出資対象事業者に指定され、大淀川水力電気から譲渡された大淀川第一・第二両発電所を日本発送電へ出資するよう1941年5月に電気庁より命ぜられた。出資命令に対し電気化学工業では、電源を失うことになる大牟田工場は存続できなくなり国家的見地から見ても得策でない、と訴えたが幹線に接続する発電所であるとされ聞き入れられなかったという。1941年10月1日、両発電所は日本発送電へ出資された。出資設備の評価額は1629万12円50銭で、出資の対価として電気化学工業には日本発送電の額面50円払込済み株式32万5800株（払込総額1629万円・出資対象27事業者中11位）が交付されている。

## 戦後の発電所返還運動

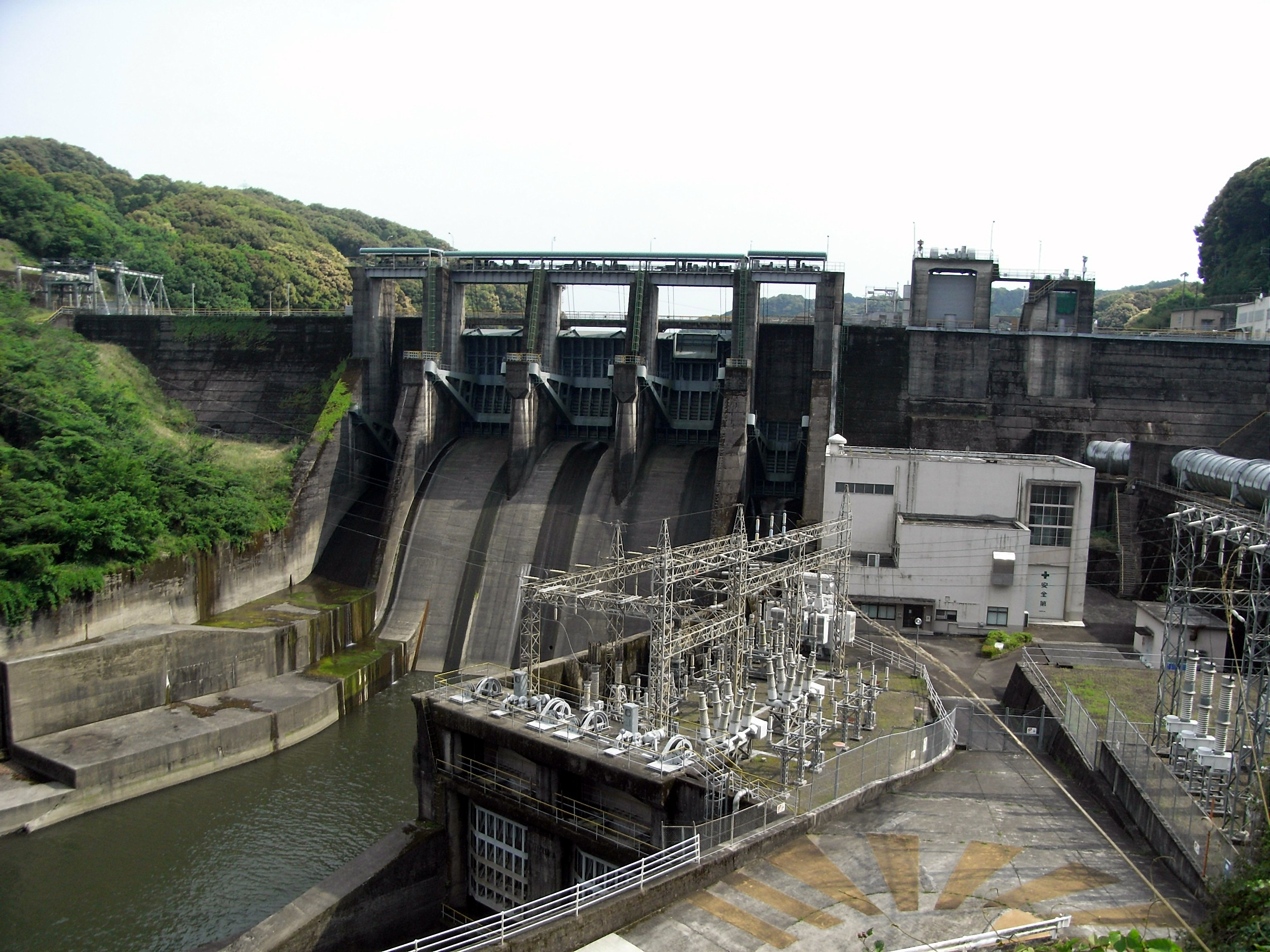
大淀川第一ダムと大淀川第一発電所。ダムは1961年建設。

電力国家管理体制下で日本発送電から受電するようになった電気化学工業大牟田工場であったが、太平洋戦争終戦直後になると電力不足で受電量が著しく低下し、操業をたびたび停止せざるを得ない状況に追い込まれた。こうした事情から戦後電気化学工業は大淀川第一・第二両発電所の返還運動を起こすに至る。GHQや国会への陳情活動を展開したが、1951年（昭和26年）3月、電気事業再編成に際して公益事業委員会は日本発送電解体後の両発電所の帰属先を九州電力と決定した。会社はこれを不服として陳情を続け、同年10月27日には公益事業委員会に対して九州電力への帰属を決めた決定指令を取り消すよう求める訴訟を起こした。しかしその後発電所の返還が実現することはなく、1960年（昭和35年）4月に電気化学工業と九州電力の間に長期需給契約が成立したのを機に、6月30日、電気化学工業は公益事業委員会への訴訟を取り下げた。こうして発電所の返還運動は実現することなく終結した。
1951年5月に九州電力が発足すると大淀川第一・第二両発電所は日本発送電から同社へと継承された。その後、大淀川第一発電所は増設（1961年3月、3万5,000キロワット増）と出力変更を経て1996年（平成8年）の総合更新以降出力は5万5,500キロワットとなっている。大淀川第二発電所も出力変更と増設（1985年5月、3万8,600キロワット増）を経て1991年（平成3年）の総合更新より出力は7万1,300キロワットとされた。

## 年表
- 1920年（大正9年）
  - 2月19日 - 電気化学工業により大淀川水力電気株式会社設立。
- 1925年（大正14年）
  - 12月22日 - 電気化学工業大淀川第一発電所竣工。
- 1930年（昭和5年）
  - 12月10日 - 電気化学工業・熊本電気により九州電力株式会社設立。
- 1931年（昭和6年）
  - 9月15日 - 大淀川水力電気大淀川第二発電所竣工。
- 1932年（昭和7年）
  - 6月 - 大淀川水力電気は大淀川第一発電所を電気化学工業から譲り受ける。
- 1939年（昭和14年）
  - 4月1日 - 日本発送電設立。九州電力から送電線・変電所を出資。
  - 4月30日 - 九州電力解散。
  - 7月20日 - 大淀川水力電気解散。発電所は電気化学工業へ譲渡。
- 1941年（昭和16年）
  - 10月1日 - 電気化学工業は大淀川第一・第二両発電所を日本発送電へ出資。
- 1951年（昭和26年）
  - 5月1日 - 電気事業再編成により九州電力（上記九州電力とは別）が大淀川第一・第二両発電所を継承。